# Lauttijärvi
Lauttijärvi är en sjö i Finland. Den ligger i kommunen Sastmola i landskapet Satakunta, i den sydvästra delen av landet, 260 km nordväst om huvudstaden Helsingfors. Lauttijärvi ligger 41,4 meter över havet. I omgivningarna runt Lauttijärvi växer i huvudsak blandskog. Arean är 70,6 hektar och strandlinjen är 7,53 kilometer lång. Sjön  ingår i Karvia å huvudavrinningsområde. 
I Lauttijärvi finns ön  Kuttuluoto.